# Життя відстанню в десять хвилин
«Життя відстанню в десять хвилин» — перший і поки що єдиний в Україні освітній радіосеріал, який було створено за фінансової підтримки Mott Foundation [Архівовано 8 червня 2022 у Wayback Machine.] (США) та Агентства США з міжнародного розвитку (USAID). Виходив в ефір з листопада 2002 року до лютого 2006 року по буднях. Всього було створено і пройшло в ефірі 777 серій загальною тривалістю 7770 хвилин. Перший український освітній радіосеріал, що виходив в ефір на Першому та Другому каналах Національного радіо та низці регіональних радіокомпаній.
За даними Teylor Nelson Sofres Ukraine на третій квартал 2005 року середня тижнева аудиторія серіалу становила близько 2,6 мільйона слухачів.
У серіалі розглядалися питання становлення громадянського суспільства, економічні та соціальні перетворення в країні. Герої серіалу — прості українці з різних верств населення - потрапляли у звичні для слухачів побутові ситуації, стикалися зі звичними (і не звичними теж) проблемами.
До створення серіалу були залучені актори київських театрів (переважно, Театру ім. Івана Франка) Анатолій Барчук, Богдан Бенюк, Наталія Гнітій, Руслан Гофуров, Валерій Дудник, Назар Задніпровський, Валентина Зимня, Олександр Ігнатуша, Інна Капінос, Любов Куб'юк, Микола Луценко, Василь Мазур, Михайло Міскун, Володимир Нечипоренко, Юрій Остапенко, Олексій Петухов, Тамара Плашенко, Андрій Подубинський, Віталій Розстальний, Ірина Руденко, Олександр Сімочов, Людмила Смородіна, Станіслав Станкевич, Ганна Сумська, Тамара Стратієнко, Віолетта Тесля, Людмила Томашевська, Сергій Уманець, Георгій Хостікоєв, Валерія Чайковська, Євген Шах, Микола Шутко, Зінаїда Цесаренко, Тетяна Яресько.
Сценарії: Олекса Негребецький, Неоніла Сваток, Юрій Олійник, Олександр Ірванець.
Режисери: Марина Шиманська, Лариса Уласовська.
Музика: Роман Люзан.
Радіосеріал виходив в ефір на Першому та Другому каналах Національного радіо та регіональних станціях Рівного, Донецька, Херсона, Ужгорода, Івано-Франківська, Кіровограда та Чернівців. Інтернет-трансляцію радіосеріалу здійснювало «Громадське радіо».